# Transformación de Molodenski
La transformación de Molodenski es una forma de transformación de coordenadas que equivale a una traslación.
Mijaíl Molodenski ideó un formulario que permite pasar de un sistema a otro, considerando que ambos son paralelos. En tal sentido, aplicar este formulario equivale a realizar una traslación.
A diferencia de otras transformaciones que se deben trabajar con coordenadas cartesianas; Molodenski propone calcular los dL, dB y dH que hay que sumarles a L, B y H coordenadas en un sistema para obtener las coordenadas geodésicas en el otro sistema.